# Aveiro
Pour les articles homonymes, voir Aveiro (homonymie).
Aveiro (prononcé en français : [avɛro]) est une ville et une municipalité, capitale du district qui porte le même nom, située dans la sous-région de Região de Aveiro, elle-même localisée dans la région Centre du Portugal. En 2021, la commune compte près de 80 880 habitants sur une zone de 197,58 km2 ; elle est, de ce fait, la quatrième ville de la région Centre, après Coimbra (capitale administrative de la région), Leiria et Viseu.
La Communauté intermunicipale de la région de Aveiro est une intercommunalité créée en 2008, regroupant 11 municipalités voisines d'Aveiro et rassemblant plus de 370 000 habitants pour constituer la 2e unité territoriale de la région Centre.
Le district d'Aveiro est le 5e district le plus peuplé du Portugal avec 714 351 habitants. Une partie nord du district fait partie de la Grande aire métropolitaine de Porto.

## Histoire
À l'origine, comme les bourgades voisines d'Ovar, d'Ilhavo et de Vagos, actuellement situées à plus de 5 km du rivage, Aveiro était un port de mer. La petite cité médiévale se développe remarquablement aux XVe et XVIe siècles grâce à la pêche à la morue. En 1575, une violente tempête ferme la lagune et le port s'envase ; privée de ses activités (pêche, exploitation des salines, commerce), la cité décline, sa population diminue. L'effort de redressement tenté, au XVIIIe siècle, sous l'action du marquis de Pombal échoue, ainsi que les multiples plans d'aménagement de la barre. En 1808 enfin, entre les digues édifiées à l'aide des pierres provenant des murailles de la ville, on réussit à rouvrir la passe entre la ria et l'océan. L'industrie de la céramique et de la porcelaine se développe. Avec la prospérité vient le rayonnement : Aveiro devient un foyer d'art baroque ; son école de sculpture est réputée ; la ville se couvre de nombreux monuments.
Aveiro était aussi la capitale portugaise du sel ; dans les bateaux traditionnels (les moliceiros (pt)), on récoltait les algues utilisées ensuite pour fertiliser les dunes environnant la Ria.

## Transports
Aveiro est aussi un important pôle ferroviaire et portuaire, ainsi qu'universitaire et touristique du Portugal. La ville est située à environ 63 km au nord-ouest de Coimbra, à environ 75 km au sud de Porto, et à un peu plus de 255 km au nord de Lisbonne, capitale du pays.
Le Premier ministre portugais Pedro Passos Coelho propose la construction d'une ligne de fret ferroviaire à voie normale partant du port d'Aveiro pour se raccorder au réseau espagnol puis européen. Ce projet doit remplacer celui d'une LGV Madrid - Lisbonne, abandonné en 2012, et auquel Coelho était opposé,.

## Éducation
Créée en 1973, l'université d'Aveiro est située à Aveiro.

## Économie
À Aveiro se trouve le siège social de Beyond Vision, entreprise technologique spécialisée dans le développement de véhicules aériens sans pilote.

## Sport
- Le stade de football Estadio Mário Duarte, surnommé "O Velhinho" pour son âge, a été le stade du SC Beira-Mar de 1935 à 2003 puis de 2015 à 2018, et est démoli à partir de l'été 2020 dans le cadre du plan d'expansion des hôpitaux de la ville d'Aveiro.

## Cuisine
Depuis 2009, la pâtisserie faite à base de jaunes d'œufs et de sucre nommée Ovos moles de Aveiro (en français : œufs mous d'Aveiro) est enregistrée comme Indication géographique protégée.

## Tourisme
Aveiro est un important lieu touristique grâce à son patrimoine architectural mais aussi ses canaux et les moliceiros, bateaux traditionnels propres à la région qui servaient à la récolte des algues. Aujourd'hui, ces bateaux décorés de couleurs vives et d'images d'art populaires, souvent humoristiques, sont utilisés pour promener les touristes sur les canaux et leur faire découvrir la ville.

## Démographie
| 1801   | 1849   | 1900   | 1930   | 1960   | 1981   |
| ------ | ------ | ------ | ------ | ------ | ------ |
| 14 144 | 10 780 | 24 919 | 31 644 | 46 055 | 60 284 |

| 1991   | 2001   | 2004   | 2011   | 2021   | - |
| ------ | ------ | ------ | ------ | ------ | - |
| 66 444 | 73 335 | 73 626 | 78 450 | 80 954 | - |

| Histogramme de l'évolution démographique de Aveiro |
|                                                    |

## Ria de Aveiro
Remarquable accident hydrographique de la côte ouest du Portugal, la ria de Aveiro se présente comme une vaste zone lagunaire soumise à la marée, semée d'îles et quadrillée de chenaux, bordée de marais salants ou de pinèdes, en arrière d'un cordon littoral sableux long de quelque 45 km, large au maximum de 2,5 km et percé d'un étroit goulet (passe de Barra) la reliant à l'océan.

## Subdivisions

Carte des freguesias d'Aveiro.

Depuis la loi no 11-A/2013 du 28 janvier 2013, portant réorganisation administrative du territoire des freguesias, la municipalité d'Aveiro groupe 10 paroisses (freguesia en portugais) contre 14 auparavant :
- Aradas
- Cacia
- Eixo e Eirol (fusion d'Eixo et Eirol)
- Esgueira
- Glória e Vera Cruz (fusion de Glória et Vera Cruz)
- Oliveirinha
- Requeixo, Nossa Senhora de Fátima e Nariz (fusion de Requeixo, Nossa Senhora de Fátima et Nariz)
- Santa Joana
- São Bernardo
- São Jacinto

## Personnalités
- Francisco Manuel Homem Cristo (1860-1943), homme politique portugais ;
- Francisco Manuel Homem Cristo Filho (1892-1928), écrivain fasciste portugais ;
- Zeca Afonso (1929-1987), musicien militant portugais.

## Jumelages
| Ville | Ville                 | Pays | Pays                 |
| ----- | --------------------- | ---- | -------------------- |
|       | Arcachon              |      | France               |
|       | Belém                 |      | Brésil               |
|       | Bonn                  |      | Allemagne            |
|       | Bourges               |      | France               |
|       | Caracas               |      | Venezuela            |
|       | Cholargós             |      | Grèce                |
|       | Ciudad Rodrigo        |      | Espagne              |
|       | district de Panyu     |      | Chine                |
|       | Farim                 |      | Guinée-Bissau        |
|       | Forlì                 |      | Italie               |
|       | Inhambane             |      | Mozambique           |
|       | Mahdia                |      | Tunisie              |
|       | Newark                |      | États-Unis           |
|       | Pemba                 |      | Mozambique           |
|       | Santa Cruz            |      | Cap-Vert             |
|       | Santo António         |      | Sao Tomé-et-Principe |
|       | São Bernardo do Campo |      | Brésil               |
|       | São Filipe            |      | Cap-Vert             |
|       | Trois-Rivières        |      | Canada               |
|       | Venise                |      | Italie               |
|       | Viana do Castelo      |      | Portugal             |
|       | Viseu                 |      | Portugal             |
|       | Wallingford           |      | États-Unis           |
|       | Ōita                  |      | Japon                |